# 洞措乡
洞措乡，是中华人民共和国西藏自治区阿里地区改则县下辖的一个乡镇级行政单位。

## 行政区划
洞措乡下辖以下地区：
洞措村、次日果来村、确登村、那木起村和夏龙村。